# آگوستو د لوکا
آگوستو د لوکا (زادهٔ ۹ تیر ۱۳۳۴ خورشیدی - ۱ ژوئیه ۱۹۵۵ میلادی در ناپل، کامپانیا)، عکاس و هنرمند ایتالیایی است.

## زندگی

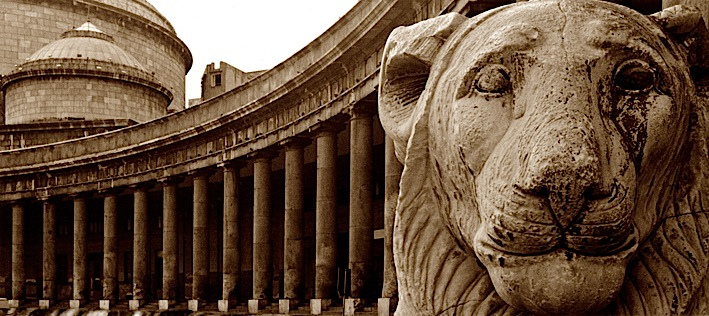
آگوستو د لوکا
- ناپل

د لوکا  فارغ التحصیل وکالت است و سپس در اواسط سال‌های ۱۹۷۰ میلادی   به یک عکاس حرفه‌ای تبدیل شد، در امتداد خط مرزی بین عکاسی سنتی   و عکاسی تجربی . سبک او، در حقیقت عکاسی چند ژانره است، با استفاده از موادهای مختلف، همواره در تلاش است تا با کار خود تامرزوز را بر رویی مواد اولیه ببرد، واحدهای بیان در کارهای او حداقل است، اشکال و نشانه‌ها طوری نشان داده می‌شوند که یک جو متافیزیکی را تشکیل می‌دهند. عکسهای او در بسیاری از گالری‌ها، به ویژه در ایتالیا به نمایش گذاشته شده‌اند...